# Geckoella triedrus
Geckoella triedrus este o specie de șopârle din genul Geckoella, familia Gekkonidae, descrisă de Günther 1864. A fost clasificată de IUCN ca specie cu risc scăzut. Conform Catalogue of Life specia Geckoella triedrus nu are subspecii cunoscute.